# Memória dependente de estado
A memória dependente do estado ou aprendizagem estado-dependente é o fenômeno em que as pessoas se lembram de mais informações se seu estado físico ou mental for o mesmo no momento da recordação daquele no momento da codificação. A memória dependente de estado é intensamente pesquisada com relação ao seu emprego tanto em relação a estados sintéticos de consciência (como sob os efeitos de drogas psicoativas), bem como estados orgânicos de consciência, como humor. Embora a memória dependente de estado possa parecer bastante semelhante à memória dependente do contexto, a memória dependente de contexto envolve o ambiente externo de um indivíduo e as condições (como a sala usada para estudar e fazer o teste), enquanto a memória dependente do estado se aplica às condições internas do indivíduo (como uso de substâncias ou humor).

## História da pesquisa
Em 1784, um aristocrata francês chamado Marquês de Puységur percebeu que, quando as pessoas eram colocadas em um estado hipnótico e depois acordadas, não se lembravam do que lhes era dito. No entanto, quando eram postas de volta sob hipnose, naquele estado eram capazes de se lembrar de tudo da última vez.
Em 1910, um homem chamado Morton Prince chegou a uma conclusão sobre os sonhos. Ele levantou a hipótese de que a razão pela qual temos dificuldade em lembrar nossos sonhos ao acordar não é devido ao fato de que não somos capazes, mas porque os sonhos não são como o mundo real.
Em 1937, na Universidade de Illinois, Edward Girden e Elmer Culler conduziram um experimento com respostas condicionadas em cães sob a influência da droga curare. No experimento, os cães aprenderam uma resposta muscular condicionada – puxar sua pata ao ouvir uma campainha. A campainha costumava ser acompanhada por um pequeno choque elétrico, que motivava a resposta. Para cães que estavam sob a influência do curare quando aprenderam a resposta, depois que o curare não estava mais em seu sistema, eles eram menos propensos a se lembrar de puxar a pata ao ouvir a campainha. Assim que receberam o curare novamente, a resposta voltou. Esse resultado indicou que a capacidade dos cães de lembrar as respostas estava ligada ao seu estado de consciência. A pesquisa de Girden e Culler abriu a porta para uma investigação mais aprofundada das influências do estado de consciência na capacidade de um organismo de codificar a memória.
Após essa descoberta, outros pesquisadores investigaram o efeito de diferentes estados de ser na capacidade de aprender e lembrar respostas ou informações. Em 1964, Donald Overton conduziu um estudo como uma resposta direta ao experimento de 1937 de Girden e Culler. O estudo testou os efeitos do pentobarbital sódico nas habilidades dos ratos de aprender e lembrar certas respostas ensinadas. Esses ratos foram aleatoriamente designados para um de dois grupos – substância administrada ou nenhuma substância administrada (a condição de controle) – e então colocados em um labirinto simples e ensinados a escapar de um choque elétrico. Overton descobriu que os ratos que receberam 25 mg de pentobarbital sódico não conseguiam mais se lembrar da resposta de escape adequada quando mais tarde foram colocados no labirinto sem a droga. No entanto, se esses ratos recebessem pentobarbital sódico novamente e fossem colocados no labirinto, eles se lembravam da resposta de fuga que haviam aprendido. Da mesma forma, quando Overton ensinava a um rato a resposta de fuga sob a condição de controle (sem administração de pentobarbital sódico), ele não conseguia se lembrar desse comportamento quando recebeu a droga e pediu para agir mais tarde. Os resultados indicaram fortemente que os ratos realizaram a resposta aprendida de forma mais eficiente quando no estado de pentobarbital sódico ou de controle em que estavam quando a aprenderam. Em relação a essa ideia, o estudo afirmou especificamente que "uma resposta aprendida sob a influência de uma droga específica irá ocorrer subsequentemente (com força máxima) somente quando a condição da droga for restabelecida".
Em 1969, Hoine, Bremer e Stern conduziram um teste com duas partes principais. Foi dado aos participantes tempo para estudar e, pouco antes de serem testados, eles eram convidados a consumir 10 onças (cerca de 300ml) de Vodka. No dia seguinte, eles fizeram a mesma coisa, exceto que alguns estavam embriagados, enquanto outros permaneceram sóbrios. Os resultados descobriram que quer os alunos estivessem sóbrios ou embriagados, eles se saíam bem, mas apenas se o estado em que se encontravam fosse o mesmo quando estudaram e quando foram testados. Em outras palavras, se eles estavam embriagados enquanto estudavam, então se saíram melhor fazendo o teste no mesmo estado. Se estivessem sóbrios quando estudavam, obtinham seus melhores resultados enquanto sóbrios.
Nos anos posteriores, estudos semelhantes confirmaram que o aprendizado pode ser estado-dependente. Em 1971, Terry Devietti e Raymond Larson conduziram um estudo semelhante em ratos, observando como a memória era afetada por vários níveis de choque elétrico. Seus resultados apoiaram a ideia de que a capacidade dos ratos de lembrar uma resposta aprendida foi influenciada por seu estado. O fenômeno continuou a ser estudado mais de trinta anos depois. Em 2004, Mohammad-Reza Zarrindast e Ameneh Rezayof estudaram ratos, para ver como a memória e o aprendizado eram afetados pela morfina. Eles descobriram que quando os ratos aprenderam uma resposta sob a influência da morfina, eles mais tarde a realizaram de forma mais eficiente sob a influência da morfina. Quando os ratos aprenderam a resposta sem morfina, eles se lembraram melhor quando estavam igualmente sóbrios. E para os ratos que aprenderam a resposta sob a influência da morfina, uma vez que o efeito da droga passasse, sofriam efeitos amnésicos; eles não conseguiam mais se lembrar da resposta aprendida.
Os resultados de cada um desses estudos apontam para a existência de um fenômeno de memória dependente de estado. Mais pesquisas sobre o assunto continuam a ser realizadas hoje, a fim de descobrir outras implicações da memória dependente de estado ou outras situações em que ela possa ocorrer.
Em 1979, Reus, Post e Weingartner descobriram que, quando uma pessoa está deprimida, é quase impossível pensar em um momento no passado em que foi feliz. Quanto mais tempo ficavam deprimidos, mais impossível se tornava a tarefa. Eles atribuíram isso ao fato de a mente assumir o controle de como a pessoa se sentia. A pessoa não sente nada além de um estado miserável e, sem lembrança, isso a leva a concluir que toda a sua vida deve ter sido antes e o será ainda depois da depressão.
Em 1999, um jornal psiquiátrico foi publicado sobre o tema do abuso conjugal. O principal tópico da discussão era sobre homens que abusavam de suas esposas, às vezes até matando-as e não tendo nenhuma lembrança do evento depois. No início, pensaram que eram apenas mentiras, mas com as descobertas posteriores, eles descobriram que muitos condenados disseram a mesma coisa. Eles se lembram da época antes e depois do ataque, mas não têm memória do ataque em si. Um homem descreveu como tudo ficando em vermelho como se ele tivesse desmaiado. Neste diário, é discutido que a memória dependente do estado pode ser a culpada. O processo de pensamento por trás dessa teoria é que os indivíduos experimentam o que é conhecido como amnésia limitada. Essa forma de amnésia é específica para um evento que foi esquecido. A ideia é que a pessoa ficou tão brava/zangada com seu cônjuge que não consegue se lembrar do que fez porque é um estado muito fora do comum para ela. Isso pode ser atribuído à pessoa que optou por não se lembrar e perdeu a memória ou pelo álcool que costuma consumir.
Em 2019, um estudo com 100 mulheres em idade universitária entre 18 e 24 anos recebeu questionários diários para acessar como o álcool teve um efeito em suas memórias de um abuso conjugal passado. Algumas das mulheres estavam embriagadas durante a agressão e cerca da metade não. As mulheres que estavam embriagadas durante os ataques experimentariam pensamentos intrusivos e flashbacks do abuso conjugal. Já as mulheres que não estavam embriagadas no momento do ataque não tiveram mais flashbacks ou pensamentos intrusivos do que o normal. É comum que o esquecimento seja atribuído ao álcool, mas quando a codificação acontece especificamente sob a influência do álcool, pode tornar a memória mais vívida.

## Funções biológicas e mecanismos explicativos
Em sua forma mais básica, a memória dependente do estado é o produto do fortalecimento de uma via sináptica particular no cérebro. Uma sinapse neural é o espaço entre as células cerebrais, ou neurônios, que permite que os sinais químicos sejam transmitidos de um neurônio para outro. Produtos químicos chamados neurotransmissores deixam uma célula, viajam pela sinapse e são absorvidos pelo próximo neurônio por meio de um receptor de neurotransmissor. Isso cria uma conexão entre os dois neurônios, chamada de via neural. A memória depende do fortalecimento dessas vias neurais, associando um neurônio a outro. Quando aprendemos alguma coisa, novos caminhos são feitos entre os neurônios no cérebro que se comunicam por meio de sinais químicos. Se essas células têm um histórico de envio de certos sinais sob condições químicas específicas dentro do cérebro, elas são preparadas para trabalhar com mais eficácia em circunstâncias semelhantes. A memória dependente de estado acontece quando uma nova conexão neural é feita enquanto o cérebro está em um estado químico específico - por exemplo, uma criança com TDAH aprende sua tabuada enquanto toma medicamentos estimulantes. Como seu cérebro criou essas novas conexões relacionadas à tabuada enquanto o cérebro era quimicamente afetado pela medicação estimulante, seus neurônios serão preparados no futuro para se lembrar melhor desses fatos quando os mesmos níveis de medicação estiverem presentes no cérebro.
Embora haja fortes evidências da existência de memória dependente de estado, é menos claro qual possa ser a vantagem dessa circunstância. Em 2006, a pesquisadora Lorena Pomplio e sua equipe abordaram essa questão enquanto investigavam a presença de memória dependente de estado em invertebrados, especificamente gafanhotos. Até este ponto, apenas vertebrados foram usados para estudar a memória dependente do estado. Este estudo descobriu que os invertebrados de fato experienciam também o fenômeno, particularmente em relação a condições de ingestão nutricional baixa ou alta. Pomplio e associados (2006) concluíram que seus resultados demonstraram uma "vantagem adaptativa" potencial da aprendizagem dependente de estado que explica sua presença intrínseca em uma grande variedade de espécies. A memória dependente de estado recorda uma época em que o organismo estava em uma condição semelhante, que então informa as decisões que eles tomam no presente. Para esses gafanhotos, seu baixo estado nutricional desencadeou conexões cognitivas com estados semelhantes de restrição e preparou os insetos para tomar decisões que haviam feito quando confrontados com baixa nutrição em condições anteriores. O artigo sugere que esse fenômeno permite que decisões rápidas sejam tomadas quando um organismo não tem tempo ou capacidade neural para processar cuidadosamente todas as opções.

## Substâncias
A pesquisa mostrou evidências para os papéis que várias substâncias desempenham na memória dependente do estado. Por exemplo, estimulantes como a Ritalina podem produzir efeitos de memória dependentes do estado em crianças com distúrbios hiperativos. Além disso, foram encontrados efeitos de memória dependentes do estado em relação a outras substâncias, como morfina, cafeína e álcool.

Uma quantidade substancial de pesquisas foi conduzida sobre os efeitos do álcool. Uma descrição muito clara da memória dependente de estado é encontrada no livro de  John Elliotson Human Physiology (1835):
"O Dr. Abel me informou", diz o Sr. Combe [presumivelmente George Combe], "de um carregador irlandês de um armazém, que esqueceu, quando sóbrio, o que tinha feito quando estava bêbado: mas, estando bêbado, novamente se lembrou das transações de seu antigo estado de embriaguez. Em uma ocasião, estando bêbado, perdeu um pacote de algum valor, e em seus momentos sóbrios não poderia informar sobre ele. Da próxima vez que ficou embriagado, lembrou-se de que havia deixado o pacote em uma certa casa e, não havendo endereço nele, havia permanecido lá em segurança e foi recolhido quando pediu-o de volta." Este homem deve ter tido duas almas, uma para seu estado sóbrio e outra para ele quando bêbado.
A pesquisa mostra que os indivíduos têm menos probabilidade de se lembrar de informações aprendidas enquanto embriagados quando estão novamente sóbrios. No entanto, as informações aprendidas ou as memórias criadas enquanto embriagado são recuperadas com mais eficácia quando o indivíduo está em um estado semelhante de embriaguez.
O alcoolismo pode aumentar a memória dependente de estado. Em um estudo comparando os efeitos do álcool na memória dependente do estado, tanto em indivíduos alcoólatras quanto em indivíduos sem alcoolismo, os pesquisadores descobriram que os alcoólatras mostraram maiores efeitos para a memória dependente do estado em tarefas de recordação e associação livre. Não porque o álcool produza melhor associações, mas porque a pessoa com alcoolismo vive uma boa parte da vida sob a influência do álcool. Isso produz mudanças na cognição e, portanto, quando a pessoa com alcoolismo bebe, a embriaguez prepara seu cérebro para certas associações feitas em estados semelhantes. Essencialmente, os estados embriagado e sóbrio do alcoólatra são, de fato, diferentes dos estados embriagado e sóbrio do não-alcoólatra, cujo corpo não está tão habituado a processar grandes quantidades da substância. Por esse motivo, observam-se efeitos ligeiramente maiores da memória dependente de estado durante a embriaguez por bebedores crônicos do que por aqueles que não bebem com frequência.
Em contraste, estudos mostram a falta de efeitos da cafeína na memória dependente do estado. Com os indivíduos não consumindo nenhuma bebida ou um café com cafeína no momento de memorizar uma lista de palavras e, então, passando pelo mesmo tratamento na lembrança, não houve diferença significativa entre a capacidade de cada grupo de lembrar a lista de palavras memorizada.
Os efeitos da maconha mostraram resultados pouco claros em relação à capacidade cognitiva de um indivíduo de recordar informações, independentemente do estado em que estavam durante a codificação e/ou recordação. Em um estudo, uma grande variedade de indivíduos com níveis variados de exposição ao THC receberam uma dosagem desse composto e foram solicitados a realizar tarefas relacionadas à função de memória. Os resultados finais não produziram evidências suficientes para fazer um argumento forte sobre a cannabis e a memória dependente de estado.

## Humor
Ao longo dos anos, foi levantada a hipótese de que as pessoas embriagadas não se lembram do que fizeram enquanto estavam bêbadas porque estavam em um estado de euforia; enquanto na vida cotidiana a pessoa média não é tão feliz. Só depois de ficarem embriagados novamente e atingirem aquele estado de espírito mais elevado é que podem começar a reconstituir o que fizeram algumas noites antes.
A memória dependente de estado influenciada pelo humor tem sido objeto de alguma controvérsia no campo psicológico. Embora a pesquisa parecesse mostrar evidências da existência de dependência do humor na memória, isso foi questionado mais tarde, quando os pesquisadores sugeriram que os resultados eram na verdade o resultado da memória congruente com o humor, um fenômeno no qual um indivíduo lembra mais informações associadas à sua condição. Por exemplo, uma pessoa que é solicitada a aprender uma lista de palavras enquanto está resfriada pode se lembrar de mais palavras associadas à sua doença, como "lenço" ou "congestão", quando mais tarde for solicitada a lembrar as palavras aprendidas. Os pesquisadores, desde então, vêm conduzindo experimentos para descobrir a verdade sobre a memória dependente de humor, embora seja difícil eliminar completamente a falta de confiabilidade de tais estudos.
Alguns estudos investigaram a existência de memória dependente do humor, especialmente em indivíduos com transtorno bipolar que geralmente oscilam com o tempo entre os extremos de humor, especificamente depressão e mania. Em 1977, descobriu-se que indivíduos com transtorno bipolar tiveram melhor desempenho em um teste de associação verbal quando estavam em um estado de humor semelhante ao seu estado quando as associações verbais foram aprendidas. Um estudo mais recente em 2011 estudou de forma semelhante um grupo de indivíduos com transtorno bipolar e encontrou evidências de memória dependente do humor em uma tarefa visual (reconhecimento de manchas de tinta). Foi observado que os sujeitos tinham uma melhor recordação para essas manchas de tinta quando no mesmo estado de humor em que estavam quando as viram pela primeira vez. No entanto, os pesquisadores não encontraram um efeito semelhante para tarefas verbais. Como os dois estudos não concordam sobre os efeitos do humor em relação às tarefas de evocação verbal, mais pesquisas são necessárias para esclarecer a existência de memória dependente do humor nas tarefas de evocação verbal e visual, bem como investigar a memória dependente do humor naquelas sofrendo de outros transtornos do humor ou indivíduos sem transtornos do humor de qualquer tipo.
Em 1979, um estudo foi realizado em um homem chamado Jonah que sofria de transtorno de personalidade múltipla. Enquanto feita a ele uma série de perguntas de vários assuntos, não foi até senão quando foi perguntado sobre questões pessoais e emocionais que suas personalidades alternativas pareceram vir à tona. Cada “personalidade” parecia ser completamente distinta da seguinte. Quando o estudo acabou e Jonah foi questionado sobre o que ele se lembrava no dia anterior, ele só conseguia se lembrar das perguntas que lhe foram feitas antes de vir à tona suas personalidades alternativas, antes de responder a perguntas emocionalmente saturadas. Embora o transtorno de personalidade múltipla seja um assunto muito complexo,  à parte de simplestemente daquele da memória dependente de um estado, é possível que os níveis variantes de memória que cada personalidade experimentou tenham alguma relação com a memória dependente de humor.

## Dor
Em um experimento, os sujeitos foram solicitados a memorizar uma lista de palavras (algumas das quais eram relacionadas à dor, enquanto outras não) e, em seguida, mergulharam as mãos em água morna ou gelada. Indivíduos que passaram pela dor de submergir as mãos em água gelada subsequentemente à memorização da lista demonstraram melhor lembrança das palavras relacionadas à dor do que suas contrapartes de água morna (embora seja válido mencionar que o grupo de água morna lembrou-se de mais palavras da lista em geral) Esse é um exemplo de como o aprendizado e a memória dependentes de estado são observados, à medida que os sujeitos que passaram pela condição de dor foram mais capazes de lembrar as palavras memorizadas relevantes para tal condição.

### Trauma
É hipotetizado que a memória dependente do estado que coincide com a dor e o trauma poderia produzir resultados cognitivos negativos, como a incapacidade de lembrar informações pessoais que normalmente não seriam esquecidas, e foi proposta como um substrato neurológico possível de tornar explicável a amnésia dissociativa. Pensa-se que este distúrbio surge quando um momento doloroso é mal interpretado ou não pode ser separado com o passar do tempo. Também é teorizado que esse nível de falha de memória é atribuído ao estresse sobrecarregante que, então, impede uma integração adequada dos mecanismos de alívio do trauma, bem como a codificação de experiências conscientes normais. Além disso, a incapacidade de recordar perfeitamente tal memória traumática e ainda assim ser totalmente afetado pelo trauma faz com que os indivíduos sofram uma espécie de recaída cognitiva que poderia causar intensa falha de memória levando o indivíduo a ter grandes lacunas na memória autobiográfica cognitiva. Outros resultados negativos em relação à amnésia dissociativa e memória dependente de estado incluem: ansiedade, depressão, disfunção social e psicose. Um estudo feito em um homem de 60 anos cuja casa pegou fogo mostrou esses efeitos. Após uma série de sessões terapêuticas, o paciente vivia episódios de epilepsia e transmitia sentimentos de angústia ao receber pistas de recuperação de memória alusivas ao incêndio em sua casa.
O tema de esquecimento de memórias produzidas em estados anormais foi polêmico na neurociência da década de 90, em que se levantaram as chamadas "Guerras da Memória" contra as abordagens psicodinâmicas do trauma, que eram fundamentadas em conceitos psicanalíticos de Freud, tais como repressão, o que não era embasado pelo mecanismo de armazenamento de memória então conhecido. As novas descobertas das memórias dependentes de estado apontam para mecanismos diferentes de armazenamento das memórias traumáticas: todas as memórias são armazenadas principalmente pela atuação dos neurotransmissores glutamato e GABA, porém nas situações traumáticas a memória é codificada não pelos receptores sinápticos de GABA, comumente empregados, mas pelos seus receptores extrassinápticos, sendo recordada apenas por estados de estresse que evocam estes últimos.

## Recriação do estado interno
Estudos mostraram que simplesmente criar o mesmo estado interno que se tinha no momento da codificação é suficiente para servir como uma dica de recuperação. Portanto, colocar-se na mesma mentalidade em que estava no momento da codificação ajudará a lembrar, da mesma forma que estar na mesma situação ajuda a lembrar. Este efeito chamado de restabelecimento do contexto (ontext reinstatemenft) fi demonstrado por Fisher e Craik 1977 quando eles combinaram as pistas de recuperação com a maneira como as informações eram memorizadas.

## Implicações
A memória dependente de estado tem efeitos generalizados que podem desempenhar papéis em nossa vida cotidiana. A dependência de estado pode afetar, por exemplo, o desempenho em um teste ou em uma entrevista de emprego ou a memória para onde foram deixadas as chaves do carro. No entanto, o poder da memória dependente de estado também pode ser aproveitado para melhorar o desempenho na escola para aqueles com dificuldades de aprendizagem ou para resultados na terapia.
A memória dependente de estado tem implicações na eficácia do tratamento psicológico. Também foram encontradas evidências para a ideia de que o estado de um indivíduo (em relação a substância) pode influenciar o impacto do tratamento psicológico. Os pacientes responderam melhor à terapia de exposição à fobia de uma sessão de tratamento para outra quando estavam consistentes em seus estados de consciência. Este estudo descobriu que pacientes que tinham níveis semelhantes de cafeína em seu sistema em cada sessão ou que consistentemente não tinham cafeína em seu sistema exibiram maiores taxas de melhora com menos recaídas de fobia do que pacientes que entraram em vários estados de influência da cafeína de uma sessão de tratamento para outra. Esses resultados mostram que a aprendizagem dependente do estado pode ser usada em benefício de quem está em tratamento psicológico. Ao permanecerem consistentes em seu estado de consciência durante as sessões, os pacientes podem aumentar a probabilidade de sucesso e diminuir a possibilidade de recaída. Orientações futuras para este tipo de pesquisa podem testar outras substâncias além da cafeína para efeitos semelhantes no desempenho do paciente durante o tratamento psicológico.

A evidência de aprendizagem estado-dependente foi encontrada em crianças com hiperatividade tomando o medicamento metilfenidato, um medicamento frequentemente prescrito para o tratamento de sintomas de TDAH, mais comumente conhecido como Ritalina ou Concerta. Crianças com hiperatividade tomando este medicamento durante os períodos de aprendizagem retiveram melhor a informação durante os períodos subsequentes de uso do metilfenidato, ilustrando a eficácia do metilfenidato em facilitar a aprendizagem em crianças com diagnóstico de transtornos hiperativos. No entanto, este efeito de aprendizagem dependente do estado de medicação estimulante se aplica apenas a crianças com diagnóstico de hiperatividade. Crianças sem diagnóstico de hiperatividade não apresentam alteração nas taxas de retenção devido ao uso de estimulantes como metilfenidato ou pemolina. Esses estudos validam a prescrição de estimulantes para indivíduos com transtornos hiperativos. Os resultados mostram que o estado de consciência produzido com o uso dessas drogas melhora o foco cognitivo em pessoas com transtornos hiperativos quando tomadas de forma consistente.